# Bauernstand

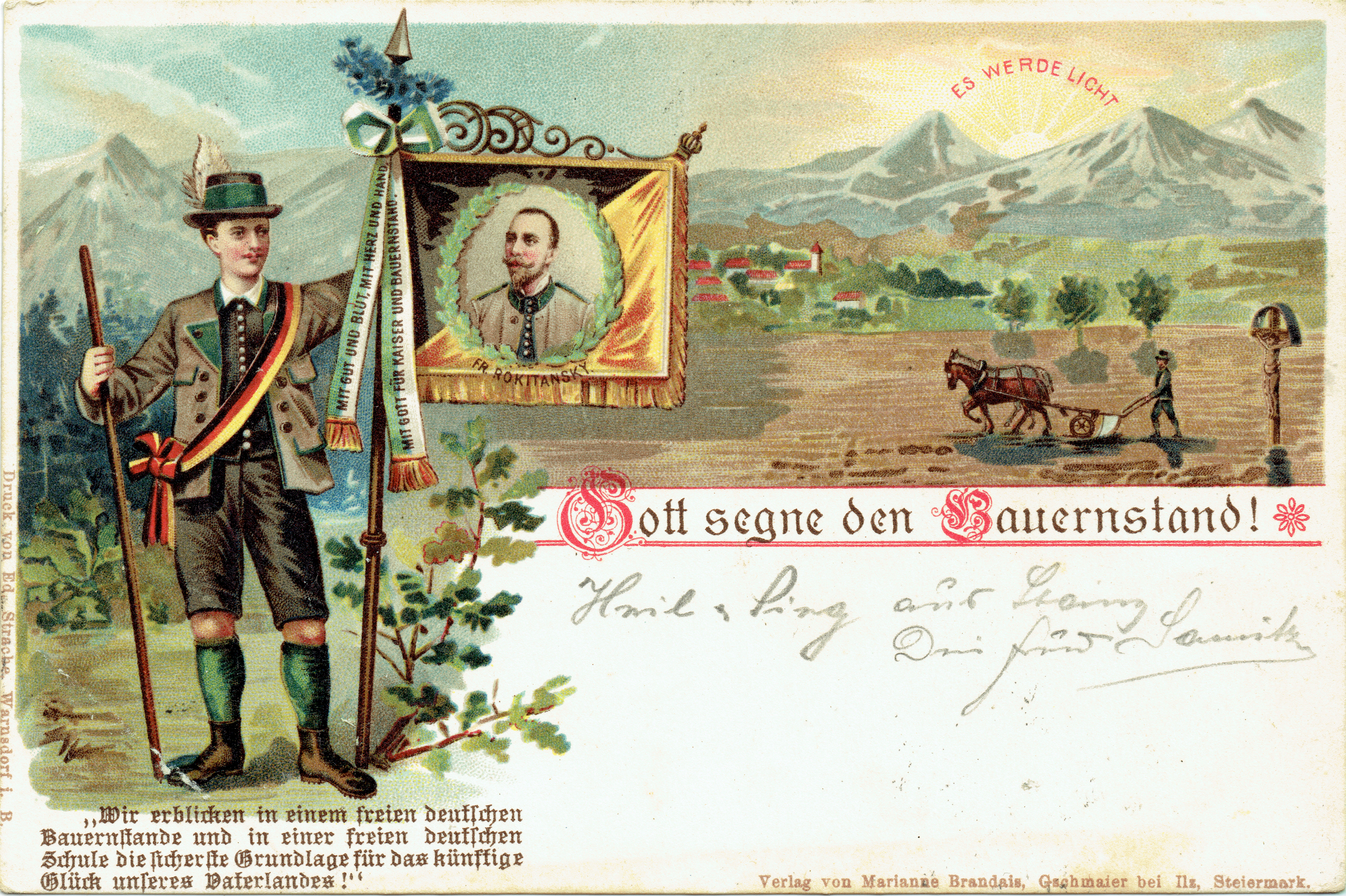
Postkarte von 1898:
Gott segne den Bauernstand
Weitere Aufschrift:
„Wir erblicken in einem freien deutschen
Bauernstande und in einer freien deutschen
Schule die sicherste Grundlage für das künftige
Glück unseres Vaterlandes!“

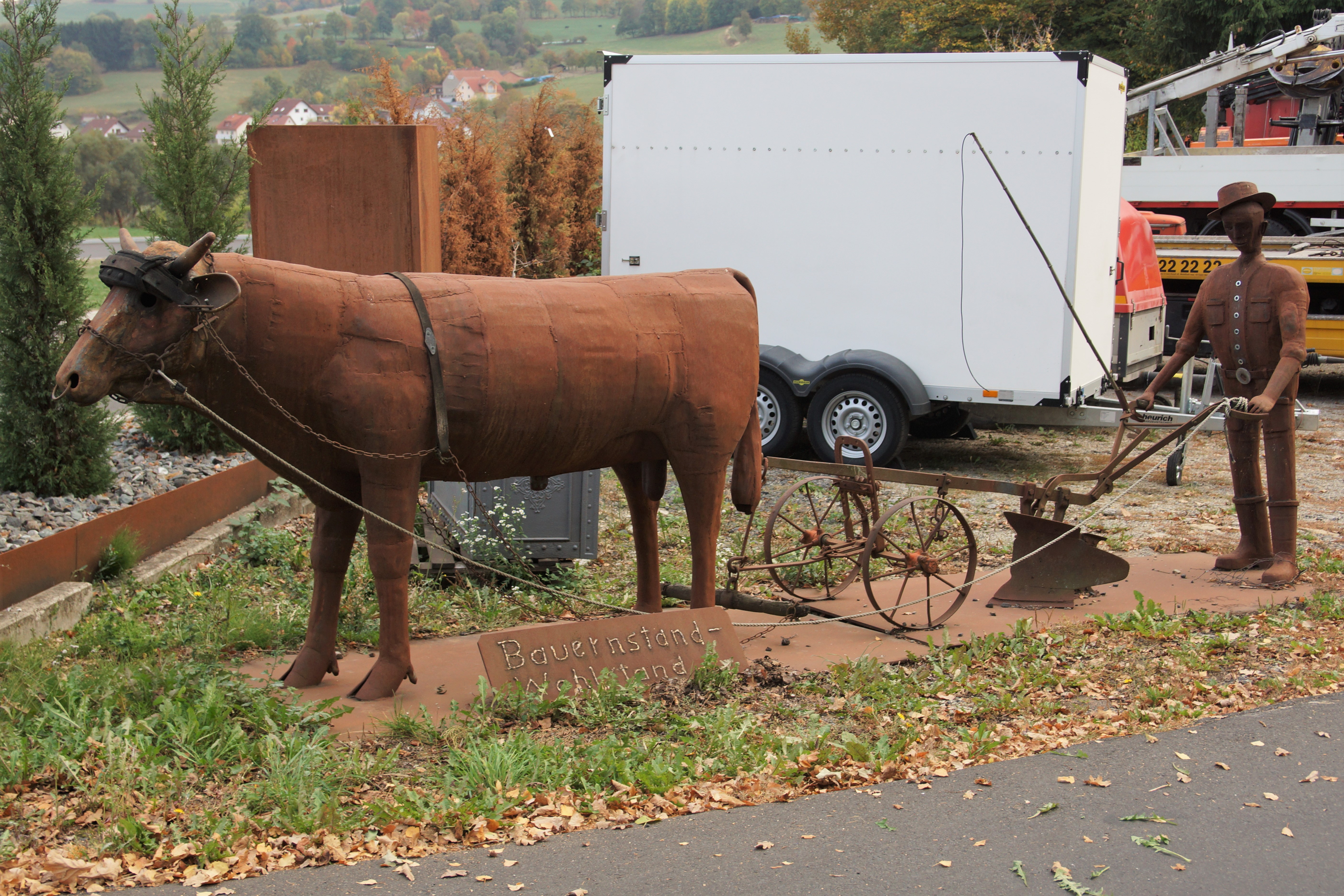
Skulptur Bauernstand-Wohlstand (Privatgrundstück in Motten, Unterfranken, 2018)

Bauernstand (Komposit aus „Bauer“ und „Stand“) bezeichnet einen Berufsstand bzw. eine gesellschaftliche Gruppe, der bzw. die Landwirtschaft bzw. landwirtschaftliche Produktion betreibt; daneben grenzt der Begriff diesen Berufsstand in erster Linie historisch in hierarchisch gegliederten Gesellschaften gegenüber anderen verhältnismäßig abgeschlossenen, „höheren“ oder „niedrigeren“ Gruppen bzw. Schichten ab, wie z. B. in einer Ständegesellschaft gegenüber dem Adelsstand, dem geistlichen oder auch „gebildeten“ Stand. (-> Landstand)
Die auch als Bauernschaft oder Bauerntum bezeichnete Gruppe besteht heute aus Personen, die im  Eigentum oder in einer  Pacht im Hauptberuf selbständig einen landwirtschaftlichen (Familien)betrieb betreiben.

## Aufgabe
Die Aufgabe des Bauernstands ist die Gewinnung von Lebensmitteln, Nahrungsmitteln, Naturmaterialien, Energierohstoffen, also der Gesamtheit der Landwirtschaft, und teils der Forstwirtschaft. Als Folge der landwirtschaftlichen Nutzung bildet sich durch die Arbeit des Bauern die Kulturlandschaft des ländlichen Raumes, die heute zunehmend auch durch Industrie und Gewerbe geprägt wird.
Das Bauerntum ist nicht nur ein Berufsstand („Landwirt“ als Berufsbezeichnung), sondern für manche eine Lebensform, zumindest aber eine eigenständige Form der Kultur. Ein idealisiertes Bild des unabhängigen, organisch gewachsenen und religiös gebundenen Bauerntums Europas kam in der Moderne auf und wird seit der Romantik in der Auseinandersetzung mit den Problemen der Industriegesellschaft gepflegt, nachdem die Bauern jahrhundertelang der niedrigste Stand waren.

## Geschichte

### Geschichte der Bauern in Mitteleuropa

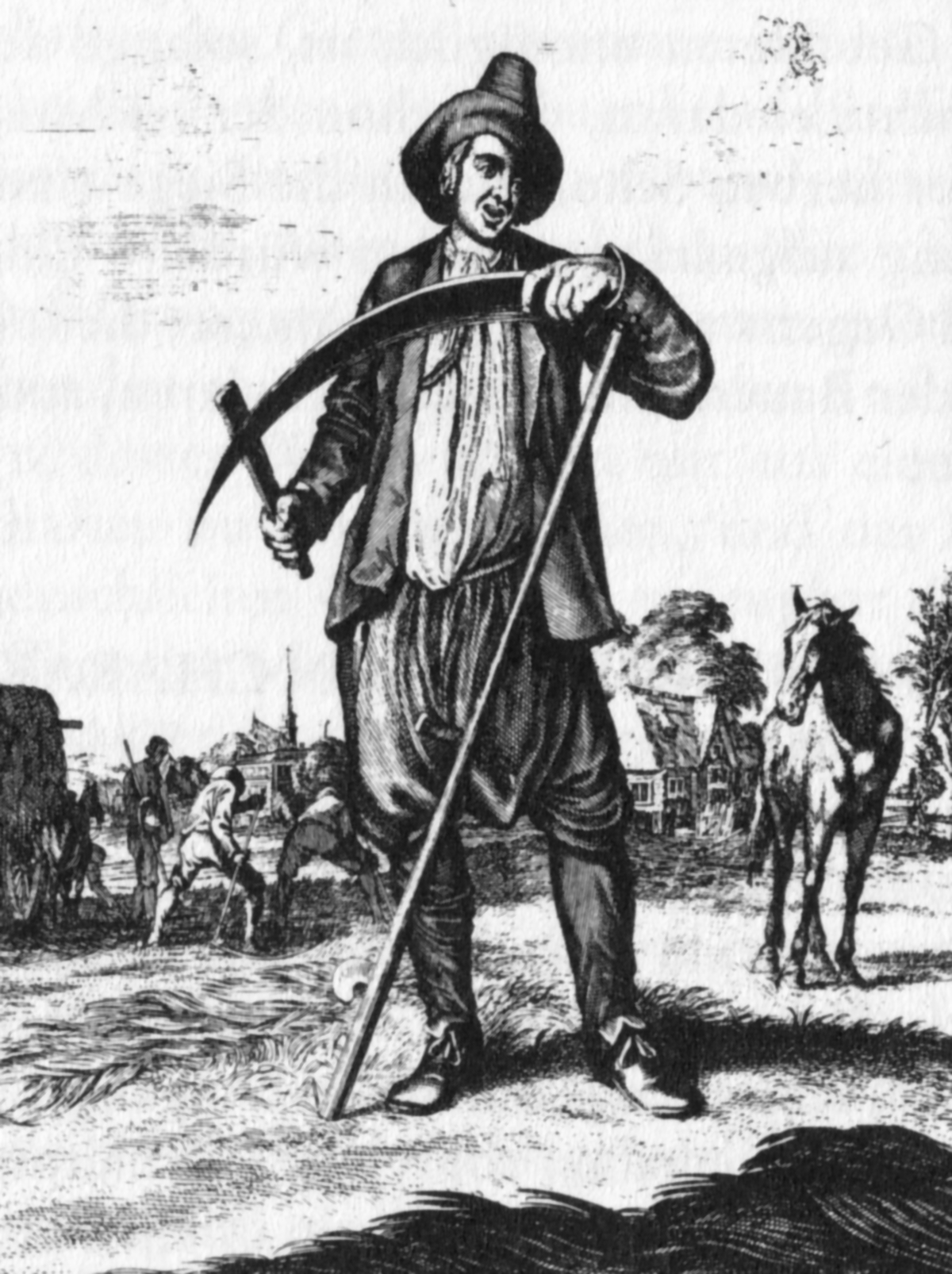
Ein Bauer beim Schärfen einer Sense. Detail aus einer Monatsblattfolge von Caspar Luyken, um 1700

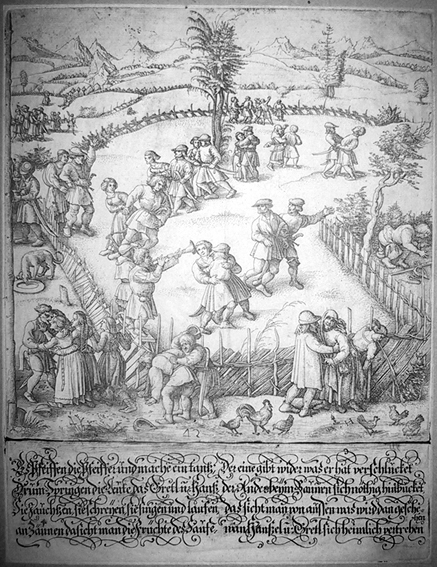
Bauern auf einem Jahrmarkt (Eisenradierung von Daniel Hopfer, um 1500)

#### Rechtsstatus
Im geschichtlichen Kontext unterscheidet sich unfreies und freies Bauerntum. Freie Bauern bewirtschafteten ihr eigenes Grundeigentum, Zinsbauern waren persönlich frei, hatten aber Abgaben an den Grundherrn zu entrichten, Hörige mussten Frondienste und Abgaben leisten, Leibeigene waren persönliches Eigentum des Grundherrn.

#### Historische Entwicklung seit dem Mittelalter
Nach sächsischem Recht war Grundbesitz unteilbar und wurde auf einen Sohn vererbt. Nach fränkischem Recht wurde Grundbesitz dagegen unter den Söhnen geteilt. Seit dem Hochmittelalter gerieten die Bauern in wachsende Abhängigkeit von ihren Grundherren, nur vereinzelt behaupteten die Bauern ihre Freiheit (z. B. Dithmarschen, Land Hadeln, Ostfriesland, Tirol, Bregenzerwald, Hümmling). Außerhalb dieser Gebiete gab es nur wenige Freibauern. Einige Bauern waren zwar persönlich frei, aber die Verfügung über ihr Eigentum war durch die Abhängigkeit von der Grundherrschaft beschränkt. Ein großer Teil der Bauern waren sogar selber Leibeigene. In vielen Gegenden Westdeutschlands hatten Bauern in Haufendörfern keinen dauerhaften Besitz an ihren Äckern, sondern ihren Anteil an der Gewanneflur, die regelmäßig neu aufgeteilt wurde. In Gegenden mit Streusiedlung dagegen hatte jeder Bauernhof seine Ackerfläche. In Gegenden, die im Lauf des Mittelalters kolonisiert wurden, gehörte zu jedem Bauernhof eine Hufe (Hube).
Je nach Umfang und Marknutzungsrechten gab es in Nordwestdeutschland verschiedene Klassen von Bauernhöfen, Vollerben, Halberben, Erbkotten und Markkotten genannt. Brinksitzer, Wördener und Kirchhöfer hatten keine Berechtigung in der Mark.
Bereits Philipp der Großmütige setzte dem Bauernlegen 1545 rechtlich ein Ende. Dem Adel und den Amtmännern in der Landgrafschaft Hessen war es damit untersagt, verschuldete Bauerngüter zu erwerben, um ihre Grundherrschaften auszudehnen. Seine Erben in den vier durch Teilung entstandenen hessischen Landgrafschaften weiteten dieses Verbot 1567 auf dem Treysaer Landtag auf den gesamten Adelsstand aus.
Beispielsweise wurden in der Obergrafschaft Katzenelnbogen dem Kernterritorium der Landgrafschaft Hessen-Darmstadt drei Formen von bäuerlichen Gütern unterschieden. Zum einen waren die meisten Bauerngüter in freiem Eigentum des jeweiligen Bauern, der über sein Erbbauerngut damit selbständig verfügen konnte. Zum anderen waren die in herrschaftlichem Eigentum stehenden Höfe und Ländereien durch den Landesherrn entweder in Erbpacht oder in Zeitpacht an einen Beständer vergeben. Insgesamt befanden sich rund 77 Prozent der landwirtschaftlichen Nutzfläche in der Obergrafschaft Katzenelnbogen in bäuerlichem Eigentum.

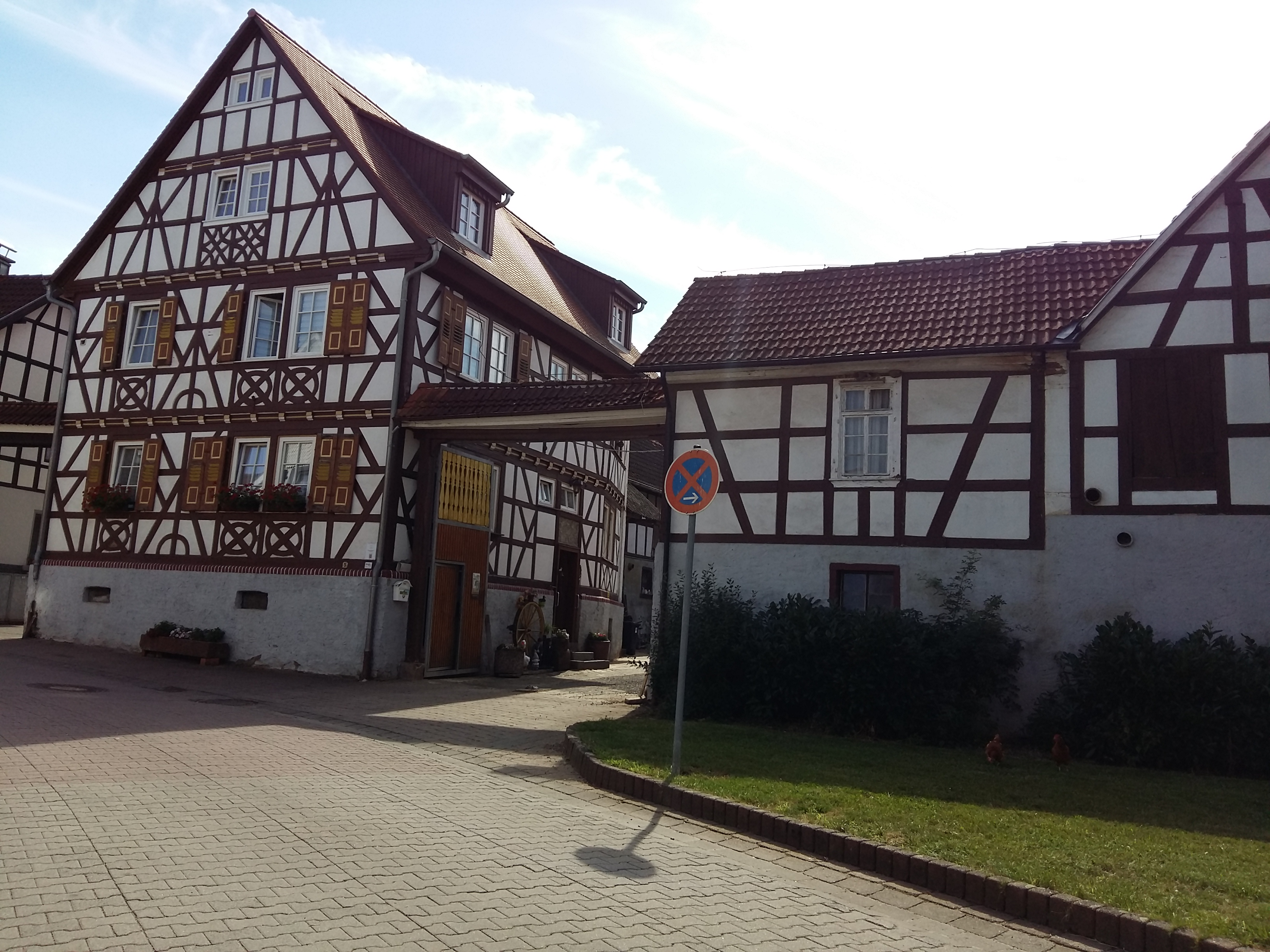
Unter Denkmalschutz stehende Hofreite in Rodau im ehemaligen hessisch-darmstädtischen Amt Lichtenberg (Juli 2017)

Im Odenwald waren die sogenannten Hubengüter bäuerliches Eigentum und frei von jeder grundherrschaftlichen Gewalt. Das hessen-darmstädtische Amt Lichtenberg kannte zusätzlich vom oben bereits genannten bäuerlichen Eigentum noch dienstfreie Burghöfe. Insgesamt waren dort und im Amt Zwingenberg über 88 Prozent der landwirtschaftlich genutzten Fläche Grundzins belastetes bäuerliches Eigentum.
Es handelte sich bei diesen in freiem Eigentum stehenden Bauerngütern letztendlich um sogenannte schlechte Zinsgüter. Der Bauer musste somit die Realbeteiligung des Grund- oder Zinsherrn in Form von einer Geld oder Naturalabgabe befrieden. Ansonsten verfügte er ohne Einschränkungen und Einmischungen des Grundherrn und/oder Zinsherrn frei über sein Bauerngut. Nicht nur in der Landgrafschaft Hessen-Darmstadt waren die schlechten Zinsgüter (lateinisch bona censitica) Realität, auch im Kurfürstentum Sachsen gab es diese freien Zinsgüter.
Der Bauer als Zinsmann konnte bei nicht bezahlten Zinsen, die auf dem schlechten Zinsgut lagen, nicht vertrieben werden. Der Erbzins als Reallast war für das Gut unveränderlich und der Bauer stand in keinerlei patrimonialherrschaftlicher Abhängigkeit.
Städter, die sich von der Landwirtschaft ernährten, wurden nicht Bauern genannt, sondern Ackerbürger. Adelige, die nicht von Fronabgaben lebten, sondern eine eigene bereits unternehmerische Landwirtschaft betrieben, wurden ebenfalls nicht Bauern genannt, sondern waren Gutsherren. War ihr Gut so klein, dass sie mit auf dem Feld arbeiten mussten, sprach man von Krautjunkern.
Unter den Bauern, die feudalen Grundherren untertan waren, gab es eine starke soziale Differenzierung nach Besitzgröße und rechtlicher Stellung. Die Besitzstruktur entwickelte sich regional unterschiedlich, je nachdem, ob der Landbesitz geteilt wurde, oder nicht geteilt werden durfte (Anerbenrecht). Die in der dörflichen Gemeinde vollberechtigten Bauern werden auch als Nachbarn bezeichnet. Je nachdem, ob sie mit Pferden oder ohne zu Fronleistungen verpflichtet waren, unterschied man Spannbauern und Handbauern. Umfasste der Besitz des Spannbauern eine Hufe (Hube), wurde dieser Vollbauer, lokal und zeitlich unterschiedlich, als Anspänner, Pferdner, Hüfner, Vollspänner oder Ackermann bezeichnet. Nur wenige Bauerngüter, oft die der Erbrichter, umfassten mehrere Hufen. In Niedersachsen und Westfalen wie auch in Österreichischen wurden freie Großbauern als Meier bezeichnet. Männer, die die Erbin eines Meierhofes heirateten, übernahmen oft den Familiennamen ihrer Frau. In vielen Gegenden gab es eine Mehrzahl von Teilhüfnern, die als Dreiviertelhüfner, Halbbauer, Halbspänner, Halbhüfner, Viertelbauer, Einspänner, Spitzspänner oder Kärrner in den Quellen bezeichnet werden. - Teilhüfner mit in der Regel kleinerem Besitz von etwa einer Viertel- oder Achtelhufe waren aber auch die Handbauern bzw. Handfronbauern, die in den Quellen als Hintersättler, Hintersassen, Hintersiedler, Kötner, Kotsassen oder Kossäten, in Mitteldeutschland bzw. Kursachsen aber als Gärtner bezeichnet werden. Bauern, die ihre Milchkuh vor Pflug oder Wagen spannten, weil sie keine Pferde besaßen, nannte man auch Kuhbauern.
Jedem Versuch, eine Ordnung in die auftretenden Bezeichnungen (siehe auch Begriffsgeschichte) zu bringen, sind durch die Vielzahl der in den Quellen auftretenden Variationen Grenzen gesetzt. Bis weit ins 17. Jahrhundert wurden die Bauern in vielen Dörfern in den Kirchenbüchern nicht als solche gekennzeichnet, sondern es wird nur Name und Ort genannt, so aber auch bei den nicht-bäuerlichen Dorfbewohnern. Unterschiedslos für alle Dorfbewohner wurde lokal auch Inwohner und später Einwohner verwendet. Nur aufgrund heimatgeschichtlicher Ortskenntnisse und vor allem durch die Heranziehung der Gerichtshandelsbücher und von Steuerlisten lässt sich im Einzelfall entscheiden, ob sich hinter Bezeichnungen wie „begütert“, „begüterter Inwohner“, „erbangesessen“ usw. mit Sicherheit ein Bauer verbirgt und mit welcher Besitzgröße. Deshalb sollten derartige Angaben zu Besitzgröße, Steuereinstufung und Verkaufspreis der Güter in heimatgeschichtlichen, ortsgeschichtlichen und genealogischen Arbeiten nicht fehlen und ebenso obligatorisch wie die Lebensdaten der Personen sein. In diesen Arbeiten sollten auch stets die in den Quellen vorgefundenen Originalbezeichnungen wie Hüfner, Anspänner usw. verwendet werden und nicht etwa durch Bauer oder Landwirt ersetzt werden, da so wertvolle soziale und sprachliche Information verloren ginge.
In Dörfern, in denen es vorwiegend Vollbauern gab, wurden bis ins 17. Jahrhundert Ämter in der Gemeinde und Kirchengemeinde, wie Schulze bzw. Richter, Kirchvater, Schöffe usw. fast ausschließlich an Vollbauern übertragen, so dass, wenn in den Kirchenbüchern nur ein derartiges Amt angegeben ist, fast mit Sicherheit darauf geschlossen werden kann, dass es sich um einen Vollbauern handelt. Jedoch beginnen in Sachsen bereits im 18. Jahrhundert an manchen Orten Gärtner oder sogar Häusler, derartige Ämter zu übernehmen.
Vom 16. bis zum 18. Jahrhundert vollzog sich in der ländlichen Sozialstruktur eine dynamische Entwicklung, durch die sich die Anteile der bäuerlichen Besitzgrößen nicht nur objektiv verschoben haben, sondern auch subjektiv die Grenzen, bei denen ein Dorfbewohner der einen oder anderen Kategorie zugerechnet wurde. Ein „besessener Mann“ konnte im 18. Jahrhundert z. B. etwas anderes sein als im 16. Jahrhundert. Für jeden, der sich mit der Sozialgeschichte, Wirtschaftsgeschichte und Bevölkerungsgeschichte dieser Zeit befasst, gehören die Unterschiede, die sich in der ländlichen Sozialstruktur niederschlagen, zum Grundwissen, da diese soziale Ungleichheit in Zusammenhang steht mit dem Heiratskreis und der sozialen Mobilität der Personen und Familien.
Der Versuch, diese feudale Ordnung durch Bauernaufstände aufzulösen, scheiterte. Im 19. Jahrhundert vollzog sich die Bauernbefreiung bzw. die Ablösung von der Abhängigkeit zur Grundherrschaft.

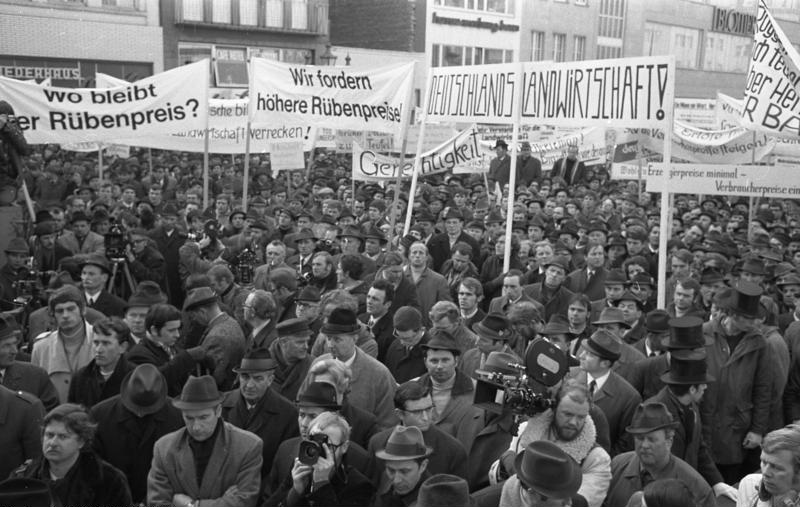
Demonstration von Bauern in Bonn (1971)

Als Kern des Bauerntums wurde in Mitteleuropa stets der Hofbauer gesehen, d. h. der Landwirt, der nur mit seiner Familie oder mit Arbeitskräften (Knecht, Magd) seinen eigenen Betrieb bewirtschaftet. Das durch Verbesserung der Anbautechnik, seit 1870 auch durch überseeische Einfuhren, vergrößerte Getreideangebot führte zu einer wachsenden Verschuldung der Bauern (Agrarkrise) und damit zu einer Massenabwanderung in die neu entstandenen Industriegebiete (Landflucht). Bäuerliche Selbsthilfe-Einrichtungen wurden die Genossenschaften, staatliche Maßnahmen zum Schutz der Bauern waren besonders die 1879 eingeführten Schutzzölle (Agrarpolitik).
Der Nationalsozialismus setzte die bereits vor 1933 konzipierten Bestrebungen um, eine Neuordnung (erschwerte Teilbarkeit des Grundbesitzes durch Anerbenrecht, Verpfändungsfreiheit, Ariernachweis) zu erreichen. Die Grundlagen schuf das Reichserbhofgesetz vom 29. September 1933. Es schuf zudem eine rechtliche Unterscheidung zwischen „Bauer“ und „Landwirt“: Nur dem Eigentümer eines sog. Erbhofs stand die Bezeichnung „Bauer“ zu, alle übrigen hießen „Landwirt“ (§ 11). Ein Erbhof war ein Haupterwerbsbetrieb, von der Mindestgröße einer Ackernahrung bis max. 125 Hektar (§ 2, § 3). Eigentümer eines Erbhofes konnte nur sein, wer „deutschen oder stammesgleichen Blutes“ war (§ 13).
Die nach 1947 in den westlichen Besatzungszonen erlassenen Landesgesetze stützen sich wieder auf das alte Höferecht. Die sowjetische Besatzungszone bzw. die DDR erlebten nach 1945 die Gründung von Neubauerngütern und später die Zwangskollektivierung der Landwirtschaft.
Erbhofgesetze gelten weiterhin in Österreich und Südtirol.

### Bauernschaft im Marxismus
Die Bauernschaft begann, um die 1890er Jahre eine zentrale Rolle für die zur Massenbewegung erstarkte Arbeiterbewegung zu spielen. Ein großer Teil der Bauernschaft galt einerseits wie das Kleinbürgertum als zu gewinnender Bündnispartner für eine sozialistische Ordnung, andererseits wurden Teile der Bauernschaft auch mit der herrschenden Klasse in Verbindung gebracht. Diese Bedeutung behielt die Bauernschaft auch in den folgenden Jahrzehnten in den weltweiten kommunistischen Bewegungen, insbesondere in agrarisch geprägten Gesellschaften wie in Russland oder China. Lenin sah in der Bauernschaft einen wichtigen Verbündeten: „Somit bedeutet das rote Banner der klassenbewussten Arbeiter erstens, dass wir den Kampf der Bauern für die ganze Freiheit und alles Land mit allen Kräften unterstützen.“

## Größe der Güter und Betriebe in der Gegenwart

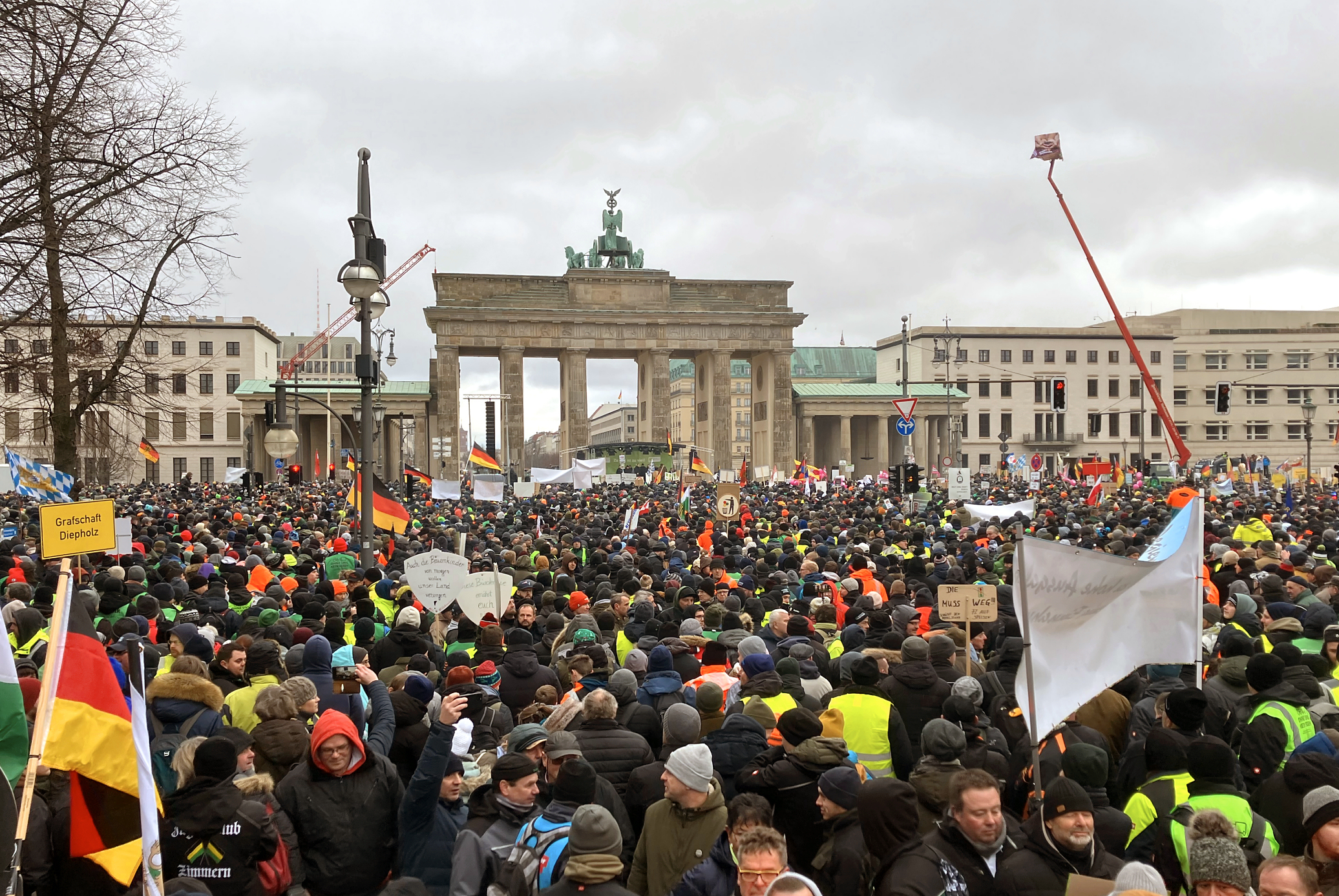
Bauernproteste am Brandenburger Tor in Berlin am 15. Januar 2024

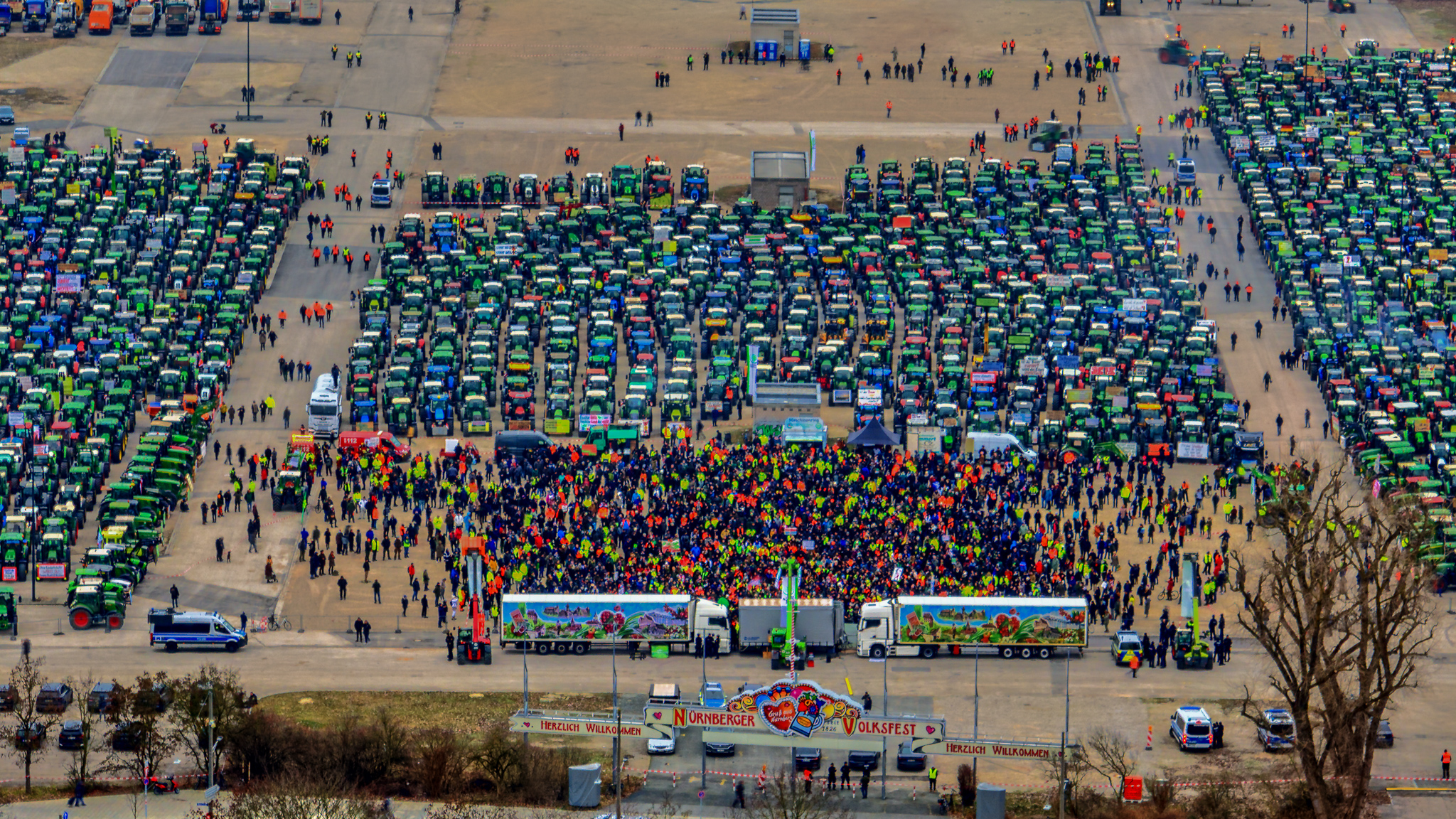
Bauernprotest in Nürnberg am 12. Januar 2024

In manchen Gegenden unterscheidet man auch heute noch nach der Betriebsgröße Vollbauern (Vollspänner, Hufner, Einsassen) und Halbbauern (Halbspänner, Halbhufner). Die nachfolgenden Angaben zur Betriebsgrösse von Bauernhöfen beziehen sich auf die Gegenwart. Im 19. Jahrhundert und bis zur Mitte des 20. Jahrhunderts wären die Untergrenzen deutlich niedriger anzusetzen.
- Großbäuerliche Betriebe verfügen über 80 Hektar und mehr Land,
- mittelbäuerliche Betriebe verfügen über 20 bis 80 Hektar Land und
- kleinbäuerliche über weniger als 20 Hektar Land.

Die Betriebsgröße allein sagt allerdings wenig über die wirtschaftliche Größe eines Betriebes aus, da dazu auch Kriterien wie Bodenqualität, Wasservorkommen, Witterungsbedingungen und andere Faktoren hinzugerechnet werden müssen und diese im deutschsprachigen Raum höchst unterschiedlich sind. Für eine wirtschaftlich sinnvolle Bearbeitung ist außerdem die Größe der jeweiligen Einzelflächen von Bedeutung.
Kleinere Bauernbetriebe reichen für eine Selbstversorgung oft nicht mehr aus; ihre Besitzer (Kossäten, Büdner, Hüttner, Häusler, Arbeiter) sind auf einen Nebenberuf angewiesen. Größere Betriebe sind Gutswirtschaften. 
Für die historische Entwicklung dieser Betriebsgrößen und Bezeichnungen siehe den folgenden Abschnitt „Bauern in der Literatur“ sowie „Ländliche Sozialstruktur“.

## Bauern in der Literatur
Das bäuerliche Leben ist ein häufig wiederkehrendes Thema in der Literatur. Besonders prominent erscheinen Bauern zum Beispiel in den Idyllenliteraturen, seit dem späten 19. Jahrhundert im Heimatroman und an der Wende zum 20. Jahrhundert in der „Chłopomania“ des Jungen Polen.